# فرودگاه تاجیما
فرودگاه تاجیما (به انگلیسی: Tajima Airport) یک فرودگاه همگانی با کد یاتا TJH است که یک باند فرود آسفالت بتن دارد و طول باند آن ۱۲۰۰ متر است. این فرودگاه در شهر تویواوکا کشور ژاپن قرار دارد .